# Ust´-Wajeńga
Ust´-Wajeńga (ros. Усть-Ваеньга) – osiedle w Rosji, w obwodzie archangielskim, w rejonie winogradowskim. W 2010 liczyło 964 mieszkańców.